# NGC 7807
NGC 7807 é uma galáxia espiral barrada (SBab) localizada na direcção da constelação de Cetus. Possui uma declinação de -18° 50' 31" e uma ascensão recta de 0 horas, 00 minutos e 26,6 segundos.
A galáxia NGC 7807 foi descoberta em 1886 por Ormond Stone.